# Берегове (Херсонський район)
Берегове — селище в Україні, у Білозерській селищній громаді Херсонського району Херсонської області. Населення становить 115 осіб.

## Історія
12 червня 2020 року, відповідно до Розпорядження Кабінету Міністрів України № 726-р «Про визначення адміністративних центрів та затвердження територій територіальних громад Херсонської області», увійшло до складу Білозерської селищної громади.
19 липня 2020 року, в результаті адміністративно-територіальної реформи та ліквідації Білозерського району, селище увійшло до складу Херсонського району.

### Російське вторгнення в Україну (з 2022)
24 лютого 2022 року селище тимчасово окуповане російськими військами під час російсько-української війни.
11 листопада того ж року Збройні сили України визволили Берегове з-під російської окупації в ході контрнаступу в Херсонській області.
Звільнене селище перебуває під постійним вогнем російської армії. 7 лютого 2023 року окупанти обстріляли Берегове.

## Населення
Згідно з переписом УРСР 1989 року чисельність наявного населення селища становила 134 особи, з яких 64 чоловіки та 70 жінок.
За переписом населення України 2001 року в селищі мешкало 115 осіб.

### Мовний склад
Рідна мова населення за даними перепису 2001 року:
| Мова       | Чисельність, осіб | Доля     |
| ---------- | ----------------- | -------- |
| Українська | 102               | 88,70 %  |
| Російська  | 12                | 10,43 %  |
| Інше       | 1                 | 0,87 %   |
| Разом      | 115               | 100,00 % |